# Navadni oves
Navadni ôves (znanstveno ime Avena sativa) je žito, ki se večinoma uporablja za prehrano domačih živali. Le redko jo uvrstijo med krušne žitarice. Ovsena moka je precej siromašna z lepkom, vendar pa vsebuje specifično beljakovino avenin, ki pozitivno deluje na človeški organizem, zato so mnoge države v svetu uvedle v redno prehrano prebivalstva ovsene kosmiče. Kosmiči so primerni za pripravo ovsene kaše, ki je tradicionalna sestavina kuhinje Škotske in nordijskih držav. Ovsena moka vsebuje relativno malo vode (1 %) in precej beljakovin (14 %), maščob (6 %), celuloze (2 %), škroba (65 %) in pepela (2 %). Izjemoma jo uporabijo za pripravo kruha.
Natančnega izvora besede Avena danes ne poznamo, predvidevajo pa, da ime izhaja iz besede »avi«, kar pomeni ovca, ali »avasa«, kar pomeni živilo. Beseda za oves pa ima skoraj v vseh jezikih nekaj opraviti z ovnom, zato ponekod danes ovsu pravijo tudi »kozja krma«.

## Zgodovina
Navadni oves je sekundarna kulturna rastlina in se je razvil iz samoniklega gluhega ovsa (Avena fatua), ki izvira iz Jugovzhodne Azije, kjer je bil divji plevel med piro. S širitvijo pire proti severu je v njej prevladal divji oves. Iz divjega ovsa je nato človek z odbiranjem ustvaril navadni oves. Divji oves je še danes plevel med navadnim ovsom, ki ga morajo zatirati.
Severno od Alp so ljudstva na območju današnje Nemčije in Švice že med letoma 1700 in 1500 pr. n. št. gojila oves, o čemer pričajo arheološki ostanki. Kasneje, v 4. stoletju pr. n. št., pa so oves začeli gojiti tudi antični Grki in kasneje Rimljani, ki pa, za razliko od severnih ljudstev, ovsa niso uporabljali za lastno prehrano, temveč le za krmo živini.
V Severno Ameriko je oves prvič prišel leta 1602, ko so ga posejali na otokih pred obalo Massachusettsa.

## Opis
Oves je enoletna rastlina iz družine trav, ki zraste v višino med 60 in 120 cm. Ima gladko in votlo steblo ter podolgovate, vzporedno ožiljene zašiljene liste. Listno dno je brez ušesc (auriculae) in je pri nekaterih vrstah in sortah močno dlakavo. Za razliko od večine drugih žit ima oves manj stranskih poganjkov iz šopaste korenine. Prav tako se oves od drugih pravih žit v razvojni fazi pred oblikovanjem latov loči po dolgem, nazobčanem in trikotno priostrenem kožastem jezičku (lingula), ki izrašča iz listne nožnice (coleoptila).
Socvetje ovsa je vejnat lat. Sestavlja ga večje število klaskov, v posameznem klasku sta od dva do trije, redkeje celo štirje samoprašni cvetovi. Tretji in še pogosteje četrti klasek sta jalova ali pa je v njih zrnje slabo izpolnjeno. V cvetu so po trije prašniki, dvoperesna plodnica pestiča pa je puhasta. Cveti v dneh, ko se dan daljša od šest do sedem dni. Iz oplojenega cveta se razvije podolgovato, od strani sploščeno zrno, ki ima na trebušni strani brazdo, na vrhu pa bradico. Pri večini vrst ovsa je zrno plevnato. Povsem ga prekrivata krovna pleva (lemma) in predpleva (palea). Celoten klasek prekrivata ogrinjalni plevi (glumae). Resa je običajno ravna ali kolenasto prepognjena. Izrašča iz sredine hrbtne strani krovne pleve in z zorenjem pobledi ali porumeni, le redko pa počrni.

## Pridelava
| Največje pridelovalke ovsa—2013 (v tisoč metričnih tonah) | Največje pridelovalke ovsa—2013 (v tisoč metričnih tonah) |
| --------------------------------------------------------- | --------------------------------------------------------- |
| Evropska unija                                            | 7.581                                                     |
| Rusija                                                    | 4.027                                                     |
| Kanada                                                    | 2.680                                                     |
| Avstralija                                                | 1.050                                                     |
| ZDA                                                       | 929                                                       |
| Ukrajina                                                  | 630                                                       |
| Belorusija                                                | 600                                                       |
| Ljudska republika Kitajska                                | 580                                                       |
| Čile                                                      | 560                                                       |
| Argentina                                                 | 400                                                       |
| Skupaj svet                                               | 20.732                                                    |
| Vir:FAS USDA                                              |                                                           |

Oves pridelujejo države v območjih z zmernim podnebjem. Od vseh žitaric je oves najodpornejši na obilne padavine in na nizke poletne temperature (povprečna dnevna temperatura med 16 in 22 °C). Zaradi teh lastnosti je ena najpomembnejših žitaric severozahodne Evrope. Pridelujejo ga celo na Islandiji. Oves je enoletnica, ki se jo lahko seje v jeseni ali spomladi, saj kali pri temperaturi od 3 do 4 °C. Jesensko sejan oves žanjejo pozno poleti, pomladansko sejanega pa zgodaj jeseni. Oves, ki ga lokalno imenujejo jau, sejejo tudi ob vznožju Himalaje. Zapise o pridelavi ovsa v indijski zvezni državi Himačal Pradeš najdemo že v indijskem epu Mahabharata.
Običajno se seje 125 do 175 kg/ha semena (od 300 do 400 kalivih semen na kvadratni meter), na boljši zemlji lahko tudi več. Seme se seje na medvrstno razdaljo med 12,5 in 15 cm na globino od 2 do 3 cm, na težjih ter 3 do 6 cm na lažjih tleh. Po setvi je predvsem na lažjih tleh priporočljivo valjanje setvene površine. Oves iz zemlje potegne dušik in fosfor, zaradi česar je potrebno zemljo pred naslednjim sejanjem obogatiti s tema dvema elementoma, vendar pa gnojenje neposredno s hlevskim gnojem ni primerno. Namesto tega se v predpripravi njive v zemljo zakoplje okoli 30 kg dušika na hektar ter po 80 – 120 kg K2O in P2O5 v obliki umetnih gnojil. Kasneje je potrebno posevek dognojiti z dušičnim gnojilom z do 60 kg/ha. Ovsu ustreza rodovitna, težka in rahlo kisla zemlja (pH <7). Je izrazito higrofilna rastlina, saj je njegov transpiracijski koeficient 400 do 600. To pomeni, da potrebuje za kilogram suhe snovi od 400 do 600 litrov vode, ki jo zaradi dobro razvitih in globoko segajočih šopastih korenin črpa tudi iz globljih talnih plasti. Poskusi kažejo, da je oves, gojen v odsotnosti trav, manj robusten od tistega, ki ga gojijo z njivsko gorjušico. Le-ta pomaga razkisati prst, ki zaradi ovsa postane zelo kisla.
Oves začne zoreti od vrha lata proti dnu, prehodi zorenja pa so iz mlečne v voščeno zrelost ter nato iz voščene v polno zrelost. Pri veliki razraščenosti lata stranski poganjki ne dozorijo ali dozorijo veliko kasneje od glavnih, zaradi česar je čas žetve težko izbrati. Kadar je žetev prepozna se zrelo latje osipa, če pa oves žanjejo prezgodaj je lahko premalo zrel in vsebuje preveč vlage. Posebnost ovsa je tudi v tem, da je zrel, ko je bilka še zelena. Iz teh razlogov so oves v preteklosti želi, ko je zrnje prehajalo iz voščene v polno zrelost. Zaradi velike vsebnosti vode v steblih in listih so delali manjše snope, ki so jih tudi ohlapneje povezali. S tem so preprečili plesnenje ovsa. Pridelek so nato sušili na njivah ali v kozolcih. Kasneje so oves omlatili, zrnje pa so nato še dodatno sušili. V Sloveniji poteka žetev ovsa običajno sredi avgusta.
Zaradi mehanizacije, ki je po večini sveta izpodrinila obdelovanje kmetijskih površin s pomočjo živine, je svetovna pridelava ovsa od začetka šestdesetih let 20. stoletja začela strmo upadati. Tako je leta 2000 svetovna pridelava ovsa dosegla le še tretjino pridelave iz leta 1961.
V ZDA je bilo največ, 18.413.196,7 hektarov kmetijskih površin zasejanih z ovsom leta 1921. Do leta 1955 je površina nihala med 14 in 16 milijoni hektarov, od takrat naprej pa je konstantno padala. Danes je v ZDA z ovsom zasejanih le še okoli milijon hektarov kmetijskih površin.
Globalni trend pridelave ovsa se je v zadnjih letih ustalil. Porast pridelave je bila zabeležena le v naslednjih državah: Nova Zelandija (66,67 %), Ruska federacija (24,16 %), Kanada (15,67 %), Avstralija (14,29 %), ZDA (14,10 %), Urugvaj (8,57 %), Čile (6,25 %), Brazilija (5,26 %) in Evropska Unija (1,64 %). Pridelava ovsa se je zmanjšala na Kitajskem (-3,33 %), v Belorusiji (-25 %) in Ukrajini (-28,57 %).

### Pridelava ovsa v Sloveniji
V drugi polovici 19. stoletja je bilo v Sloveniji z ovsom zasejanih približno 40.000 hektarov zemljišč s povprečnim pridelkom 1t/ha. V prvi polovici 20. stoletja je bilo z ovsom zasejanih le še 25.000 hektarjev površin, v osemdesetih letih 20. stoletja je bilo z ovsom zasejanih le še manj kot 3.000 hektarov, sredi devedesetih let pa le še okoli 2.000 hektarov. Povprečni donos ovsa takrat je znašal 2,3 t/ha. V letu 1998 so zabeležili 2.500 hektarov površin, zasejanih z ovsom, povprečni pridelek pa se je dvignil na 2,6 t/ha. Leta 2010 so v Sloveniji pridelali 4.834 ton ovsa, povprečen donos pa je bil 2,8 t/ha. V tem letu so kmetje z ovsom zasejali za 2 % manj površin, pospravljeni skupni pridelek pa je bil za 13,5 % večji kot prejšnje leto. V letu 2011 je bil skupni pridelek ovsa za 12,6 % večji kot v letu 2010.
Oves se svetuje tudi za spomladansko kratkotrajno hitro ozelenitev in zeleno gnojenje vinogradov v integrirani pridelavi grozdja.
Oves spada med t. i. nestrpljive rastline, ki pri kolobarjenju same sebe slabo prenašajo in pri katerih je potrebno strogo upoštevati zahteve po vrstenju. Prav tako oves slabo prenaša naslednje vrste žita: koruzo, sirek, pšenico, ječmen, rž in proso. To pomeni, da teh poljščin ni dobro sejati na njivo, leto pred sejanjem ovsa. Prava žita se torej po tehnoloških navodilih za integrirano pridelavo poljščin v zaporedju rž - oves - ječmen / pšenica lahko sejejo samo vsako drugo leto. Prav tako se sme oves po istih navodilih na isto površino sejati le vsako tretje leto, priporočen pa je še daljši presledek. Kolobarjenje več žit zaporedoma si mora po teh navodilih slediti v naslednjem vrstnem redu: navadna pšenica, ječmen, tritikala, rž, oves, pira, po dveh ali treh letih neprekinjenega pridelovanja, pa se jih nato ravno toliko časa ne sme sejati na isti površini.
Najboljše prejšnje poljščine za oves so krompir, pesa in zrnate stročnice, oves pa površino, na kateri raste, dodobra izsuši, zaradi česar so ga včasih sejali na njive, ki so potrebovale izsuševanje.

### Bolezni in škodljivci
Oves je v primerjavi z drugimi žiti dokaj odporen proti boleznim in škodljivcem. Med resne bolezni sodijo žitna pepelovka (Blumeria graminis), ovsena rja (Puccinia coronata), ovsena pegavost (Pyrenophora avenae), ovsena pokrita snet (Ustilago levis), ovsena prašnata snet (Ustilago avenae). Slednji pa kljub vsemu na posevku ne povzročata posebne škode. Od škodljivih žuželk oves najpogosteje napadajo žitni strgači (Oulema spp.), velika žitna uš (Sitobium avenae), ovseni resar (Stenothrips graminum), švedska mušica (Oscinella frit) ter ovsena ogorčica (Heterodera avenae).
Med pleveli je pri ovsu najpogostejši divji oves, vendar pa v Sloveniji za zatiranje ozkolistnih plevelov v ovsu nima dovoljenja za uporabo noben herbicid. Za zatiranje širokolistnih plevelov jih je največ iz skupine derivatov fenoksikarboksilnih kislin.

## Prehranska vrednost
Prehranska vrednost za 100 g užitnega dela oluščenega zrna ovsa:
| Sestava           |          |
| ----------------- | -------- |
| voda              | 13,0 g   |
| beljakovine       | 11,7 g** |
| maščobe           | 7,1 g    |
| ogljikovi hidrati | 55,7 g   |
| balastne snovi    | 9,7 g    |
| minerali          | 2,9 g    |

**podatki veljajo za oves, pridelan v Nemčiji, vrednosti se lahko razlikujejo

### Oves v prehrani
| Največje porabnice ovsa za prehrano – 2003/2004 (v tisoč metričnih tonah) | Največje porabnice ovsa za prehrano – 2003/2004 (v tisoč metričnih tonah) |
| ------------------------------------------------------------------------- | ------------------------------------------------------------------------- |
| Rusija                                                                    | 6.000                                                                     |
| ZDA                                                                       | 3.422                                                                     |
| Kanada                                                                    | 1.870                                                                     |
| Poljska                                                                   | 1.200                                                                     |
| Avstralija                                                                | 1.100                                                                     |
| Ukrajina                                                                  | 750                                                                       |
| Ljudska republika Kitajska                                                | 600                                                                       |
| Argentina                                                                 | 390                                                                       |
| Romunija                                                                  | 350                                                                       |
| Brazilija                                                                 | 345                                                                       |
| Čile                                                                      | 335                                                                       |
| Mehika                                                                    | 150                                                                       |
| Madžarska                                                                 | 100                                                                       |
| Kazahstan                                                                 | 95                                                                        |
| Skupaj svet                                                               | 16.707                                                                    |
| Vir:United States Department of Agriculture                               |                                                                           |

Oves je danes najbolj prepoznan kot krma za konje. V preteklosti pa je bil dokaj pomemben v prehrani ljudstev s severa Evrope.
Ovsena moka je precej siromašna z lepkom, vendar pa vsebuje specifično beljakovino imenovano avenin, ki ima pozitivno delovanje na človeški organizem, zato so mnoge države v svetu uvedle v redno prehrano prebivalstva ovsene kosmiče. Kosmiči so primerni za pripravo kašaste hrane, imenovane v angleščini porridge (tudi oatmeal) in v nemščini haferflocken. Ovsena moka se včasih v izjemnih primerih uporabi tudi za pripravo kruha. Ovsena kaša, ovseni kosmiči in zdrob so visoko hranljive polnovredne jedi. V prehrambni industriji se ovsena kaša uporablja tudi kot stabilizator v različnih prehrambnih izdelkih. Poleg tega se oves uporablja tudi v kozmetični industriji v različnih izdelkih za nego kože. Ovseno slamo uporabljajo pri izdelavi etilena, papirne celuloze ter za pridobivanje bioplina.
V Združenem kraljestvu se oves poleg prehrane uporablja tudi za varjenje posebne vrste piva, imenovanega Oatmeal stout. Iz ovsene kaše, začimb in piva ale Britanci izdelujejo tudi gosto pijačo, imenovano caudle, ki je bila priljubljena pijača državnika Oliverja Cromwella. Podobni pijači sta sowans, ki ga izdelujejo na Škotskem, in brewis, ki ga izdelujejo v Walesu.
V Latinski Ameriki izdelujejo iz mletega ovsa in mleka posebno pijačo, imenovano avena.

### Zdravilne lastnosti
Oves igra pomembno vlogo v ljudskem zdravilstvu, pa tudi v sodobni alternativni medicini. Že v srednjem veku se je pri težavah s prebavo, gnojnimi turi ter z živčno razdraženostjo uporabljal čaj iz ovsene slame. Poparki iz ovsa se tudi danes uporabljajo za spiranje kožnih ekcemov in za pripravo kopeli za pospeševanje prekrvitve. Oves pomaga tudi pri ledvičnih in jetrnih boleznih.
Najpomembnejšo vlogo pa oves igra v zdravi prehrani. Uporablja se pri raznovrstnih dietah, predvsem za obvladovanja stopnje holesterola v krvi. V vodi topne vlaknine, imenovane beta-glukani, ki jih vsebuje zunanja plast ovsenega semena, zmanjšajo raven holesterola (tudi holesterola LDL oziroma t. i. »slabega holesterola«), saj preprečujejo žolču, da bi se ponovno absorbiral v telo, zato morajo jetra proizvesti več žolča, s tem pa se zmanjša raven holesterola v krvi. Ker ugodno vpliva na razvoj bakterijske flore v širokem črevesu, je oves odlično sredstvo za preprečevanje zaprtja, kar je zelo pomembno pri starejših, pri bolnikih, ki se premalo gibljejo, in pri nosečnicah. Domnevajo tudi, da naj bi redno uživanje prehranskih vlaknin prispevalo k varovanju pred nastankom raka na debelem črevesu.
Oves vsebuje med vsemi žiti največ v vodi topnih vlaknin. Ko se te v prebavnem traktu stopijo, nastane želatinasta masa, ki uravnava izločanje odpadnih snovi in podaljša občutek sitosti. Prav tako se te vlaknine vežejo na maščobne kisline, s čimer se podaljša čas prehoda hrane iz želodca, kar povzroči počasnejšo presnovo ogljikovih hidratov in s tem se upočasni glikemična reakcija.

### Oves kot živalska krma
V preteklosti je veljalo pravilo, da naj bi se težki vlečni konji krmili s 5 do 6 kilogrami ovsenega zrnja, 3 do 4 kilogrami sena ter 1 do 1,5 kg slame dnevno. Konji za kmetijska opravila naj bi se krmili s 5 do 6 kg ovsa ter nekoliko več sena in slame, tovorni konji pa z 8 ali več kilogrami ovsa, 7 kg sena ter 2 kg slame dnevno. Plemenske kobile naj se z ovsom ne bi krmile.
V sodobni literaturi se za konjsko krmo oves sicer ne odsvetuje, vendar pa se priporoča le do 1 kg ovsa na dan v več manjših obrokih. Razlog za manjši vnos ogljikovih hidratov je v načinu presnove. Konji se namreč v naravi prehranjujejo pretežno s travo, ki je bogata s strukturiranimi ogljikovimi hidrati, kot so celuloza, hemiceluloza in lignin, ne vsebuje pa nestrukturiranih ogljikovih hidratov, kot so sladkorji in škrob. Če konj zaužije več ogljikovih hidratov, kot jih lahko vsrka tanko črevo, se kislost v tankem črevesu poveča, saj je le tako mogoča presnova škroba. V preveč kislem okolju pa encimi ne morejo razgraditi škroba, kar privede do napenjanja in razjed želodčne sluznice. Neprebavljeni ogljikovi hidrati nato pripotujejo v debelo črevo in tam fermentirajo v mlečno kislino, kar spet poruši kislinsko ravnotežje črevesja ter povzroči odmiranje koristnih črevesnih bakterij. Poleg tega se škrob hitreje absorbira v kri, kar povzroči nenadno zvišanje ravni glukoze, čemur sledi povečano izločanje inzulina. Pri trajnem izpostavljanju povečanim ravnem inzulina celice nazadnje postanejo neobčutljive na glukozo, s čimer postane oviran sistem presnove glukoze, kar vodi v stanje inzulinske rezistence, stanje, ki je podobno sladkorni bolezni tipa 2 pri ljudeh. Posledica je akutni ali kronični laminitis.
Poleg tega oves vsebuje malo kalcija, cinka in bakra in veliko fosforja, ki celo preprečuje vsrkanje kalcija v telo. Kalcij, cink in baker so pomembni za razvoj kosti, zaradi česar naj bi se rejci ogibali ovsu kot osnovi konjeve prehrane, kar je še posebej nujno pri krmi kobil in mladih konj.

## Vrste
- Avena sativa orientalis (orientalski oves)
- Avena sativa nudae (goli oves)
- Avena byzantina (bizantinski oves)